# 羅斯林冰川
69°16′S 70°53′W / 69.267°S 70.883°W
羅斯林冰川（英語：Rosselin Glacier）是南極洲的冰川，位於亞歷山大一世島北部，流經魯昂山脈南端，最終注入帕萊斯特里納冰川，由英國探險隊首次測量。